# ГЕС-ГАЕС Боларке
ГЕС-ГАЕС Боларке (ісп. Bolarque) — гідроелектростанція у центральній частині Іспанії, на південний схід від Мадрида. Розташована між ГЕС Ентрепеньяс (вище за течією) та ГЕС Сорита, входить до каскаду на найбільшій річці Піренейського півострова Тахо, що впадає в Атлантичний океан вже на території Португалії біля Лісабона.
Першу електростанцію біля впадіння у Тахо великої лівої притоки Гвадьєла спорудили ще у 1907—1910 роках. Вона мала потужність 28 МВт та пропрацювала до заміни у середині 1950-х років на нову ГЕС, котра втім продовжила використовувати реконструйовану стару греблю. Остання є спорудою гравітаційного типу з висотою 36 метрів і довжиною 292 метри, на спорудження якої пішло 160 тис. м3 матеріалу. Вона утримує водосховище з об'ємом 31 млн м3, (корисний об'єм 23 млн м3).
Розташований біля греблі напівзаглиблений машинний зал у 1954—1955 обладнали двома турбінами типу Френсіс загальною потужністю 28 МВт (як і в першої станції початку століття), що працюють при напорі 42 метри та виробляють 67 млн кВт-год електроенергії на рік.
В 1973 році спорудили другий машинний зал з чотирма турбінами типу Френсіс загальною потужністю 208 МВт. Завдяки оборотним гідроагрегатам (потужність у насосному режимі 205,6 МВт) він може перекачувати воду зі сховища Bolarque до розташованої вище та південніше штучної водойми. Остання створена земляною дамбою Bujeda висотою 41 метр та довжиною 341 метр, на яку витратили 389 тис. м3 матеріалу, а також двома допоміжними дамбами з того ж матеріалу висотою 16 і 13 метрів та довжиною 109 і 97 метрів. Разом вони утримують сховище об'ємом 7,3 млн м3, котре не лише забезпечує роботу станції Bolarque ІІ з напором у 269,5 метра, але і слугує вихідною точкою каналу, яким перекидається вода на південний схід країни, транзитом через річку Хукар до річки Сегура.
Водосховище Bujeda та машинний зал Bolarque ІІ з'єднані тунелем довжиною 14 км та діаметром 5,35 метра, який після верхнього балансуючого резервуару переходить у два напірні водоводи довжиною по 1 км при діаметрі від 3,15 до 3,45 метра.
Для постійної подачі води у канал Тахо — Сегура, на площадці станції встановлено три насоси з двигунами потужністю по 3,5 МВт.
Зв'язок з енергосистемою відбувається по ЛЕП, що працюють під напругою 132 та 220 кВ.